# Richard Carpenter (nhạc sĩ)
Richard Lynn Carpenter (sinh ngày 15 tháng 10 năm 1946) là ca sĩ nhạc pop người Mỹ. Ông cùng em gái Karen Carpenter thành lập ra ban nhạc The Carpenters đạt thành công vào thập niên 1980. Ban nhạc ngừng hoạt động năm 1983 do cái chết đột ngột của Karen.

## Thời thơ ấu
Richard là con trai của Agnes Reuwer (nhũ danh Tatum) (5 tháng 3 năm 1915 – 10 tháng 11 năm 1996) và Harold Bertram Carpenter (8 tháng 11 năm 1908 – 15 tháng 10 năm 1988). Em gái ông là Karen Carpenter sinh năm 1950.
Richard thích chơi piano còn em gái ông thích chơi bóng chày. Người anh trai Richard đã giúp Karen phát triển sở thích âm nhạc lúc còn nhỏ, trở thành một thần đồng piano

## Sự nghiệp âm nhạc

### Album đơn ca
- Time (1987)